# Прадо, Марисоль
Россана Марисоль Прадо Вильегас (исп. Rossana Marisol Prado Villegas; род. 5 апреля 1968, Сантьяго) — чилийская учёная-психиатр и врач, ранее — деятельница студенческого и коммунистического движения, ставшая в 1997 году первой женщиной на посту президента Федерации студентов Чилийского университета (FECh), основанной в 1906 году. Она была единственной женщиной в этой роли до избрания на неё Камилы Вальехо в августе 2010 года и Скарлетт Мак-Гинти в ноябре 2011 года.

## Биография
Прадо изучала медицину в Чилийском университете. В 1995 году она вступила в Коммунистическую молодёжь Чили. В FECh она занимала должность генерального секретаря и ответственного по связям с общественностью под руководством Родриго Роко и сама была избрана президентом Федерации в 1997 году, набрав около 40 % голосов.
За время её пребывания на руководящей роли в студенческом движении Чили состоялось одно из самых массовых студенческих выступлений 1990-х годов. Протесты стали ответом на приватизацию высшего образования, предусмотренную Органическим конституционным законом о преподавании (Ley Orgánica Constitucional de Enseñanza) от марта 1990 года — последним конституционным актом, принятым диктатором Аугусто Пиночетом в качестве главы государства.
Прадо, близкая к Католической церкви, в 1998 году приняла участие в Континентальном собрании молодёжи и юношества. Вместе с другими экс-руководителями студенческих организаций (Родриго Роко, Иван Млынарж, Альваро Кабрера, Родриго Бустос, Хулио Лира), которые, как и она, состояли в комсомоле, но не в Коммунистической партии Чили, и отвергли авторитарные практики, в 2005 году была в числе основателей Нового левого университетского движения (Nueva Izquierda Universitaria), вызвавшего возрождение левого политического активизма в Чилийском университете.
Прадо закончила постдокторантуру по психиатрии и клинической психологии в Автономном университете Барселоны.
Прадо является доцентом медицинского факультета Чилийского университета, где также получила должность директора по вопросам благосостояния студентов (Directora de Bienestar Estudiantil). С 7 июля 2023 года она занимает пост национального директора Юридической медицинской службы Чили.

## Электоральные результаты
Муниципальные выборы 2000 года на пост мэра/советника Сантьяго:
| Кандидат                | Партия | Голоса | %     | Результат |
| Хоакин Лавин Инфанте    | UDI    | 73.088 | 60,99 | Мэр       |
| Марта Ларраэчеа Боливар | PDC    | 34.993 | 29,20 | Советник  |
| Марисоль Прадо Вильегас | ILB    | 2.207  | 1,84  |           |
| Томас Хирш Гольдшмидт   | PH     | 2.067  | 1,72  |           |